# Traktørsted
Et traktørsted er betegnelsen for visse restauranter uden for byerne, ofte i nærheden af seværdigheder i naturen. På den måde var de naturlige mål for borgerskabets udflugter. 
Placeringen er grunden til, at der ofte er størst søgning i weekender og ferier, og en del af traktørstederne har kun begrænsede åbningstider. Der er et begrænset udbud på menuen, typisk lette frokostretter og kager samt drikkevarer.